# Candice Yu
Candice Yu, de son vrai nom Yu On-on (余安安, née le 22 octobre 1959 sous le nom de Yu De-ying), est une actrice hongkongaise très connue pour ses films avec la Shaw Brothers dans les années 1970 et 1980 et pour avoir été la première femme de Chow Yun-fat.

## Biographie
Yu fait ses débuts au cinéma à l'âge de 16 ans avec Let's Rock et signe chez la Shaw Brothers en 1976 tout de suite après avoir joué dans le film Massage Girls avec Chow Yun-fat, son futur mari, et dans Forever and Ever (en) avec Alan Tang. De 1977 à 1979, elle joue dans six films de capes et d'épées de Chu Yuan dont Death Duel (en), Le Poignard volant et Legend of the Bat (en).
À la fin des années 1970, Yu commence également à apparaître à la télévision, notamment dans la série Reincarnated sur RTV (en) et interprète la princesse Xiang Xiang dans la série de film d'arts martiaux Book and Sword. En 1984, elle joue une lesbienne dans Lust For Love of a Chinese Courtesan.
En 1992, Yu fait un caméo dans Swordsman 2 de Tsui Hark.
En 2005, Yu sort de sa retraite pour jouer dans 2 Young de Derek Yee. Elle a depuis relancé sa carrière et est apparue dans deux films en 2006, L'Expert de Hong-Kong et My Name Is Fame (en), et quatre films en 2007, Whispers And Moans, House of Mahjong, Exodus (en) et Beauty And The 7 Beasts.
Yu reçoit sa première nomination aux Hong Kong Film Awards en 2007 pour le prix de la meilleurs actrice dans un rôle secondaire pour My Name Is Fame. En 2011, elle est nommée au même prix pour Once a Gangster. En 2012, elle est également nommée aux Hong Kong Drama Awards (en) pour sa prestation dans Boundless Movement.

## Vie privée
En 1983, Yu se marie avec Chow Yun-fat mais le mariage ne dure que neuf mois. En 1987, elle se remarie avec l'homme d'affaires Henry Lee Junior (en) et a deux enfants. Ils divorcent en 2003 après 16 ans de mariage.

## Filmographie
- Massage Girls (1976)
- The Legend of the Book and the Sword (1976) (TV)
- Le Poignard volant (1977)
- Forever and Ever (1977)
- Death Duel (1977)
- Deadly Snail Vs Kung Fu Killers (1977)
- The Water Legend (1978)
- Legend of the Bat (1978)
- Kung Fu Master Named Drunk Cat (1978)
- Heaven Sword and Dragon Sabre Partie 1  (1978)
- Heaven Sword And Dragon Sabre Partie 2 (1978)
- The Gold Dagger Romance (1978)
- The Deadly Sword (1978)
- Young Lovers (1979)
- Writing Kung Fu (1979)
- Murder Plot (1979)
- Disco Fever (1979)
- Fatherland (1980)
- Buddha's Palm (1982)
- Swordsman Adventure (1983)
- Mercenaries From Hong Kong (1983)
- The Black Magic With Buddha (1983)
- Lust For Love Of A Chinese Courtesan (1984)
- Journey Of The Doomed (1985)
- The Strange Bedfellow (1986)
- The Banquet (caméo) (1991)
- Swordsman 2 (1992)
- The Spy Dad (2003)
- Love Is a Many Stupid Thing (2004)
- Bar Paradise (2005)
- 2 Young (2005)
- L'Expert de Hong-Kong (2006)
- My Name Is Fame (2006)
- Whispers and Moans (2007)
- House of Mahjong (2007)
- Exodus (2007)
- Beauty And The 7 Beasts (2007)
- Once a Gangster (2010)
- Bruce Lee, naissance d'une légende (caméo) (2010)
- Hi, Fidelity (2011)
- Beach Spike (2011)
- Nightfall (2012)
- Imprisoned: Survival Guide for Rich and Prodigal (2015)
- House of Wolves (2016)
- Buddy Cops (2016)
- Nessun Dorma (2016)
- Tomorrow is Another Day (2017)